# 自动密钥密码
自动密钥密码是密码学中的一种加密算法，与维吉尼亚密码类似，区别在于密钥不同。它的密钥开头是一个关键词，之后则是明文的重复。

## 示例

加密解密时使用的表格

下面演示的是一种自动密钥密码的加密方法。先假设关键词为QUEENLY，而文本信息为ATTACK AT DAWN，则自动生成的密钥为"QUEENLYATTACKATDAWN"。之后再通过维吉尼亚密码的表格法生成密文：
```
明文：
ATTACK AT DAWN...

密钥：
QUEENL YA TTACK AT DAWN....

密文：
QNXEPV YT WTWP...
```

## 破译方法
假设明文为MEET AT THE FOUNTAIN，关键词为KILT：
```
明文：
MEETATTHEFOUNTAIN
（未知）
密钥：
KILTMEETATTHEFOUN
（未知）

密文：
WMPMMXXAEYHBRYOCA
（已知）
```

我们尝试一些常用单词、双字母组、三字母组等在密钥中的可能位置，如THE：
```
密文：
WMP MMX XAE YHB RYO CA

密钥：
THE THE THE THE THE ..

明文：
DFL TFT ETA FAX YRK ..

密文：
W MPM MXX AEY HBR YOC A

密钥：
. THE THE THE THE THE .

明文：
. TII TQT HXU OUN FHY .

密文：
WM PMM XXA EYH BRY OCA

密钥：
.. THE THE THE THE THE

明文：
.. WFI EQW LRD IKU VVW
```

我们将这些明文片段按出现的可能性排列：
```
不可能 <-------------------------->最可能
EQW DFL TFT ... ... ... ... ETA OUN FAX
```

由于正确的明文片段同样也会出现在密钥中，因此可以将其偏移关键词的长度而得到密钥片段。同样地，我们猜测的密钥片段THE也会出现在明文中。因此，猜测关键词的长度（譬如说3到12之间），我们就能得到明文和密钥。
尝试OUN可能得到：
```
偏移4位：
密文：
WMPMMXXAEYHBRYOCA

密钥：
......ETA.THE.OUN

明文：
......THE.OUN.AIN

偏移5位：
密文：
WMPMMXXAEYHBRYOCA

密钥：
.....EQW..THE..OU

明文：
.....THE..OUN..OG

偏移6位：
密文：
WMPMMXXAEYHBRYOCA

密钥：
....TQT...THE...O

明文：
....THE...OUN...M
```

看起来偏移量为4时的可能性最大（其他的都含有不太可能出现的Q），因此我们再将新得到的ETA偏移4位：
```
密文：
WMPMMXXAEYHBRYOCA

密钥：
..LTM.ETA.THE.OUN

明文：
..ETA.THE.OUN.AIN
```

我们知道了关键词的长度很可能是4位（以LT结尾），且已有了文本的一部分：
```
..ETA.THE.OUN.AIN
```

之后以此为依据再进行一些猜测，可以验证如下是真正的明文：
```
MEETATTHEFOUNTAIN
```